# Huella de luz
Huella de luz és una pel·lícula espanyola del 1943 dirigida per Rafael Gil. Està basada en una novel·la de Wenceslao Fernández Flórez.

## Sinopsi
Octavio Saldaña, un home mediocre jove i somiador, treballa a les oficines de l'empresa Manufacturas Sánchez-Rey mentre viu a unes golfes amb la seva mare. Com a premi al seu treball, el senyor Rey el convida a passar uns dies en un balneari. Allí, coneix Lelly, filla d'un fabricant de draps, s'enamora d'ella i decideix fer-se passar per un milionari per tal de guanyar-se el seu amor.

## Repartiment
- Isabel de Pomés... Lelly Medina
- Antonio Casal... Octavio Saldaña
- Juan Espantaleón... Sánchez Bey
- Camino Garrigó... Mare d'Octavio
- Juan Calvo... Mike
- Fernando Freyre de Andrade... Moke
- Mary Delgado... Rosario
- Nicolás Perchicot... Majordom
- Ramón Martori... Medina
- Julio Infiesta... Jacobito
- José Prada... Cañete
- Alejandro Nolla... Gerent de l'Hotel
- Ana María Campoy... Isabel
- Francisco Hernández... Don Eduardo
- Joaquín Torréns... Conserge
- Fernando Porredón... Emilio

## Premis
Va rebre el primer premi als Premis del Sindicat Nacional de l'Espectacle de 1943.